# 紐差村
紐差村（ひもさしむら）は、長崎県北部の平戸島にあった村。北松浦郡に属した。昭和の大合併で島内の各町村と合併を行い市制施行、平戸市となった。

## 地理
平戸島の中東部を村域とする。
- 山：慈眼岳、水岳、鴛ノ岳、有僧都岳、上床
- 河川：安満川、中川、馬込川、宝亀川
- 島嶼：沖ノ島、野島、黒島、平子島、前ノ島、鬼子島
- 港湾：木ヶ津湾

## 沿革
- 1889年（明治22年）4月1日 - 町村制施行により、紐差村・宝亀村が合併し北松浦郡紐差村が発足。
- 1914年（大正3年）4月1日 - 大字宝亀のうち、水垂免を中野村へ編入[2]。
- 1955年（昭和30年）1月1日 - 平戸町・中野村・獅子村・紐差村・中津良村・津吉村・志々伎村が合併し市制施行。平戸市が発足し、紐差村は自治体として消滅。

## 地名
紐差村では大字（紐差・宝亀）を冠称した免を行政区域とする。
大字紐差
- 赤松免
- 大川原免
- 木ヶ津免
- 草積免
- 紐差免
- 深川免
- 朶ノ原免（へごのはら）[3]
- 迎紐差免

大字宝亀
- 木場免
- 宝亀免
- 水垂免 - 1914年（大正3年）、中野村へ編入[2]

## 名所・旧跡
- 紐差教会
- 宝亀教会